# Distrito fitogeográfico altoandino austral

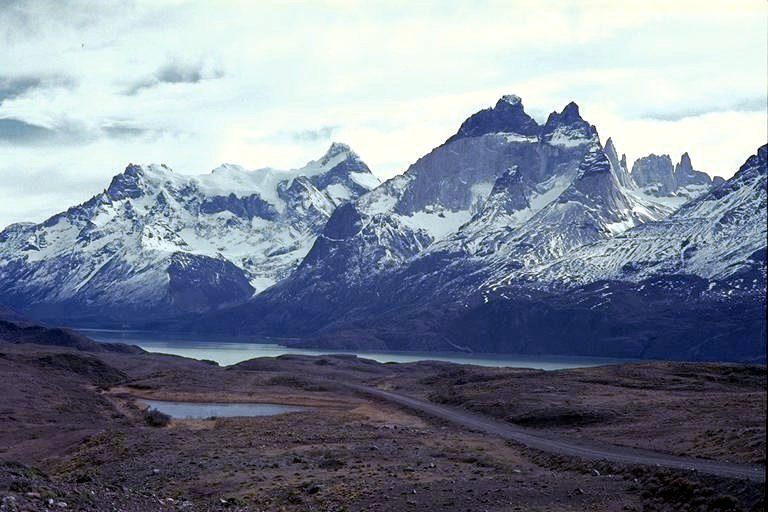
La cordillera de los Andes cerca de Punta Arenas, en el sur de Chile.

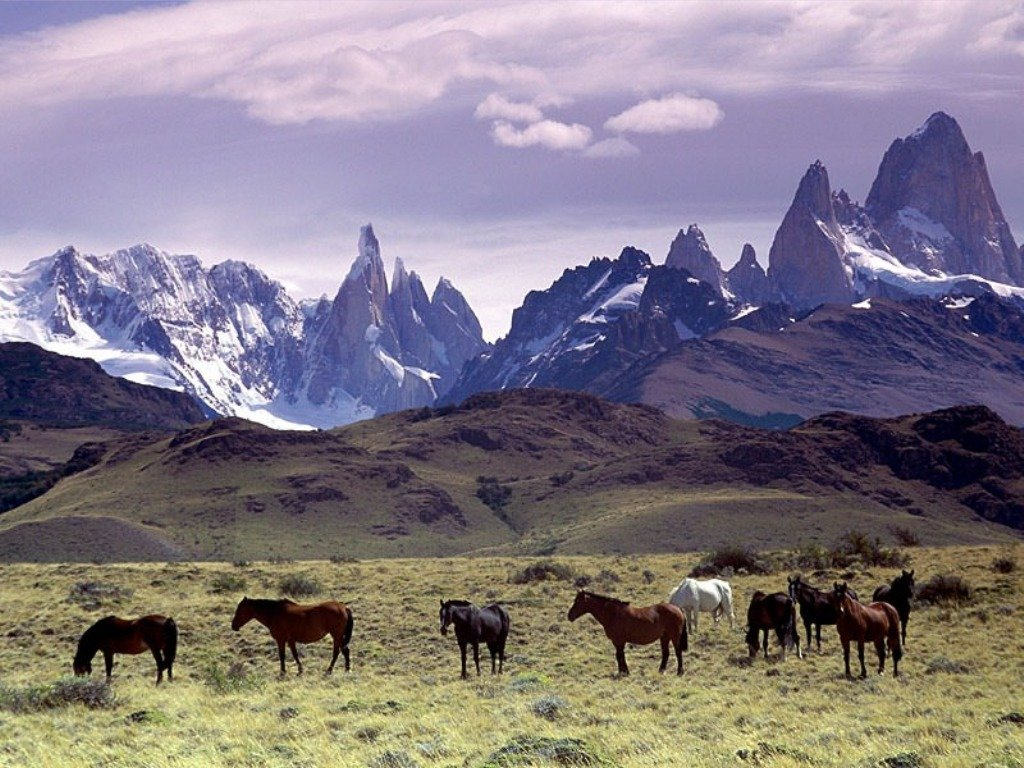
La cordillera de los Andes en el cerro Fitz Roy, en la frontera argentino-chilena.

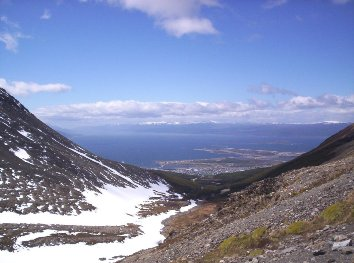
Laderas andinas con vegetación del distrito fitogeográfico altoandino austral sobre la ciudad de Ushuaia.

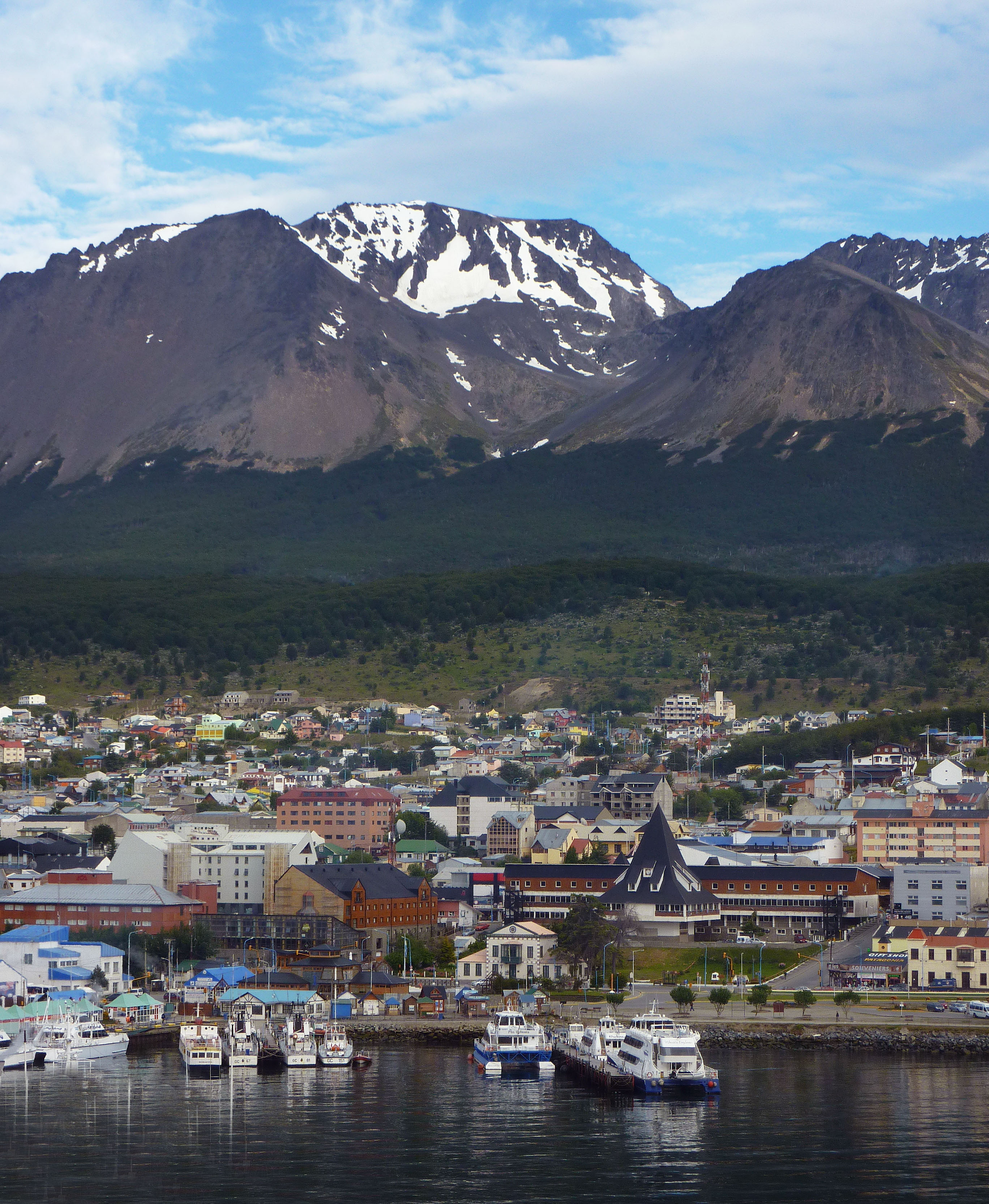
Cordillera de los Andes sobre la ciudad de Ushuaia, distrito fitogeográfico altoandino austral.

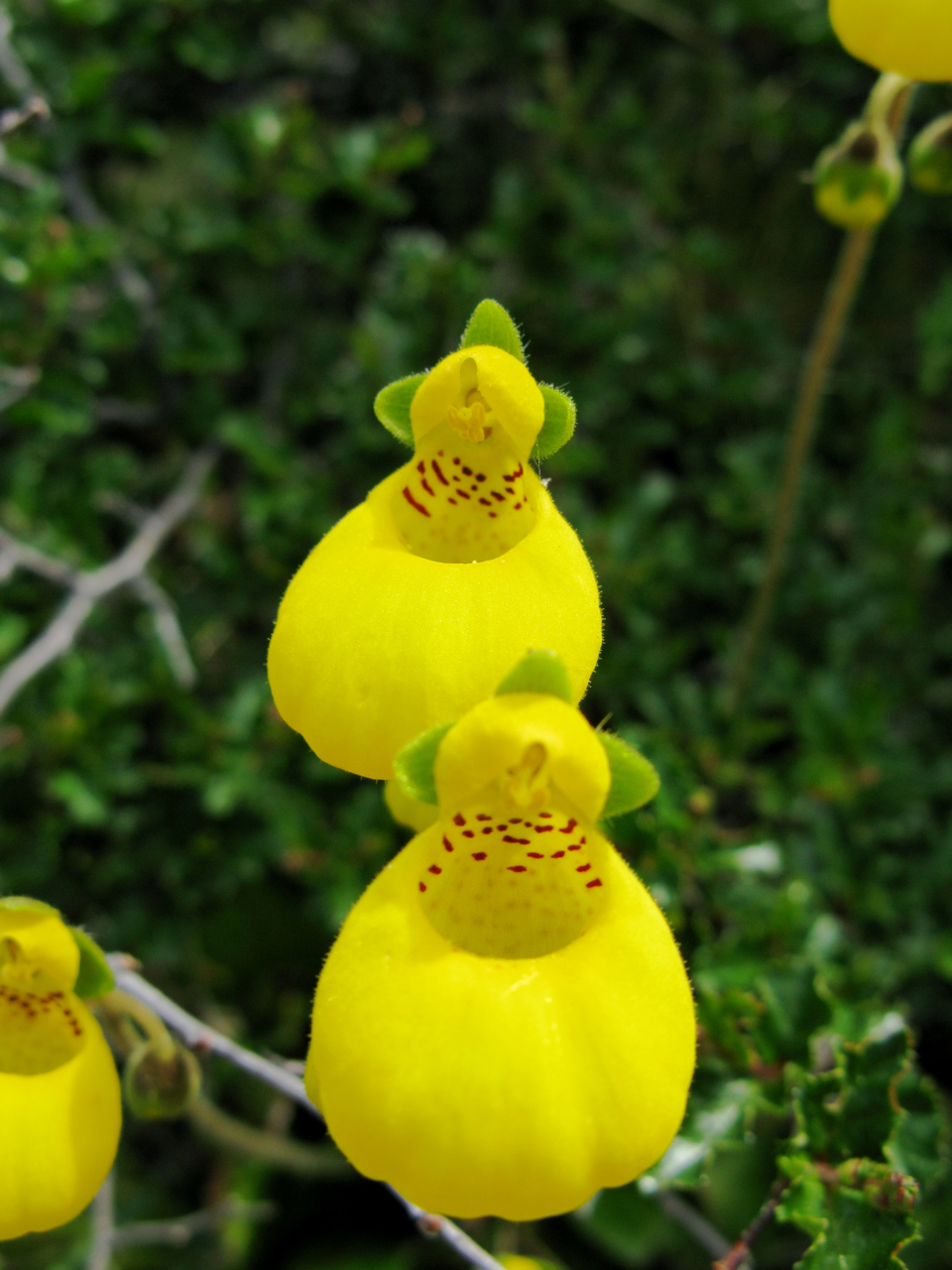
Calceolaria biflora, distrito fitogeográfico altoandino austral.

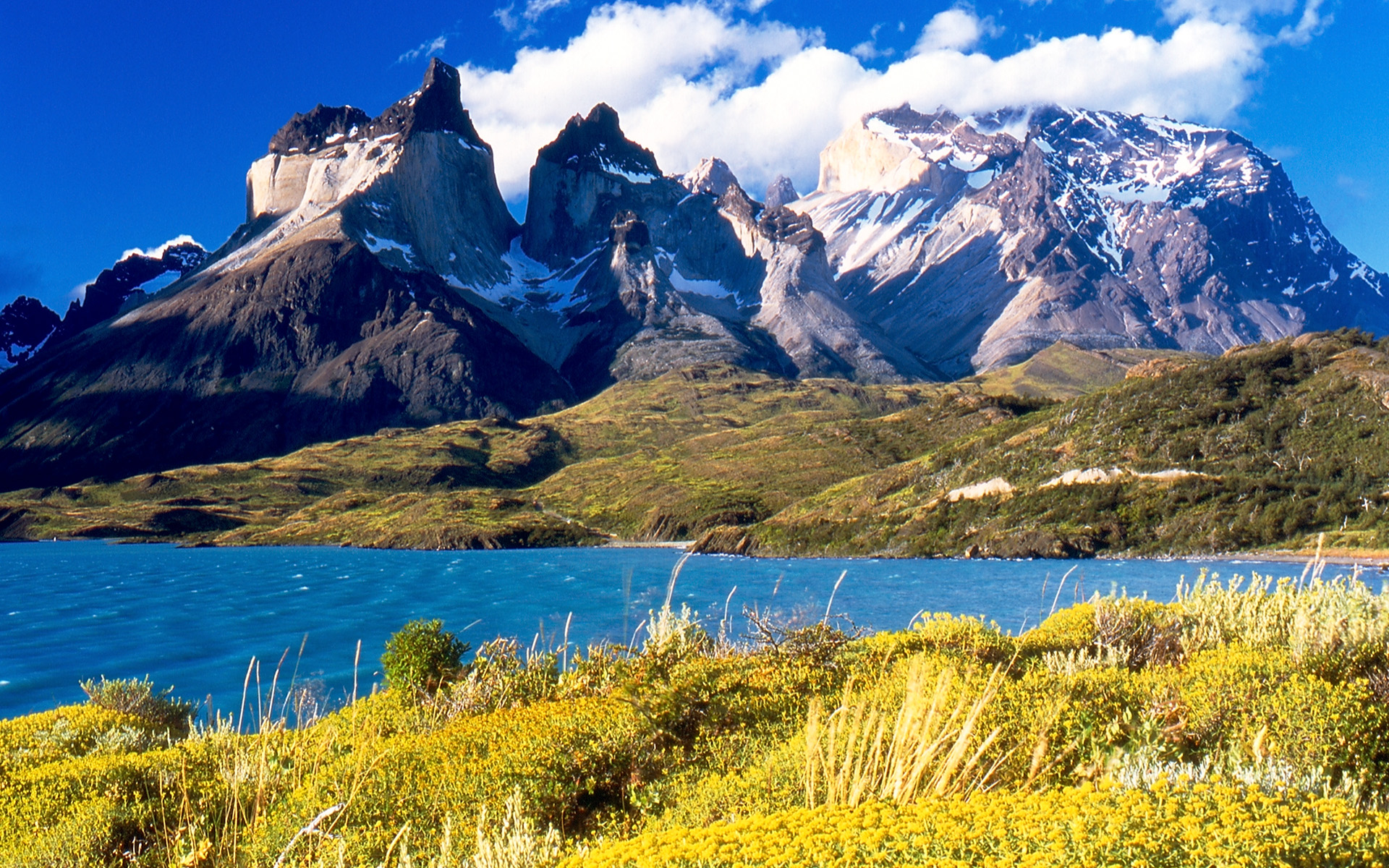
Lago Pehoé y los Cuernos del Paine, parque nacional Torres del Paine, Región de Magallanes y de la Antártica Chilena, Chile.

El distrito fitogeográfico altoandino austral es uno de los distritos fitogeográficos en que se divide la provincia fitogeográfica altoandina. Se encuentra en las altas cumbres del sector austral de la Cordillera de los Andes en su tramo Patagónico, en el extremo sur de América del Sur. Incluye formaciones de estepas graminosas, con arbustales enanos, en cojín, o tendidos, en laderas rocosas.

## Sinonimia
También llamado: distrito altoandino patagónico.

## Distribución
Según la clasificación de Ángel Lulio Cabrera, este distrito fitogeográfico se encuentra en las altas cumbres de la Cordillera de los Andes y algunas cumbres de las cordilleras cercanas, encontrándose en el sector oriental de la Araucanía en el centro-sur de Chile y en todo el occidente de la Patagonia, tanto en la Patagonia chilena como en la Patagonia argentina, en el oeste de las provincias de: Neuquén (desde su sector centro-occidental), Río Negro, Chubut, Santa Cruz, hasta el sur de Tierra del Fuego Antártida e Islas del Atlántico Sur. El extremo austral se presenta en los topes montañosos de la isla de los Estados y la isla Navarino. Se presenta siempre de manera discontinuada, formando islas independientes entre sí, rodeadas por el bosque subantártico, que lo reemplaza hacia una menor altitud. 
Las altitudes parten desde los 2000 m s. n. m. hacia arriba en su sector norte, hasta los 500 m s. n. m. en la isla Grande de Tierra del Fuego.

## Afinidades florísticas
Este distrito fitogeográfico guarda estrecha relación con el distrito fitogeográfico altoandino cuyano en su sector norte, y con la provincia fitogeográfica subantártica en su sector sur. 

## Características
Este distrito fitogeográfico se caracteriza, en su sector norte, por presentar estepas graminosas, con gran abundancia de elementos del dominio fitogeográfico andino-patagónico. A medida que va aumentando la latitud, también lo hacen los elementos del dominio fitogeográfico subantártico hasta el punto de encontrarnos en la zona magallánica y en la isla Grande de Tierra del Fuego con un piso alpino compuesto por una asociación de elementos andinopatagónicos junto a elementos subantárticos, incluso llegan estos últimos a dominar en algunos sectores.

## Suelos
Los suelos son muy pobres, con abundante presencia de rocas, escombros, y restos de pasadas erupciones volcánicas. 

## Relieve
El relieve es fuertemente accidentado, con altos cordones montañosos de rocas esquistosas con sus cumbres nevadas, orientadas de norte a sur, con excepción del tramo austral en que lo hacen de oeste a este. También se presentan en su sector sur enormes campos de hielo.

## Clima
El clima es muy húmedo, con nieve persistiendo todo el invierno. 
Es una región de clima de alta montaña, ventoso, de menor presión atmosférica por lo tanto con una menor difusión de oxígeno en el aire, el cual siempre es frío a muy frío.
La nieve o el granizo pueden presentarse en cualquier época del año, aunque son mucho más frecuentes en el invierno, disminuyendo los acumulados sólo en su extremo sur, donde las precipitaciones son de alrededor de los 500 mm, los que llegan hasta cerca de los 10 000 mm anuales sobre las laderas occidentales del Campo de hielo Patagónico Sur. 
Los tipos climáticos más característicos son, de norte a sur: Patagónico semiárido, Desierto subglacial andino, Hielo perpetuo, Alpino, etc.

## Especies principales
La flora de este distrito se presenta en laderas rocosas con estepas graminosas y arbustales enanos, en cojín, o tendidos, donde dominan: Poa obvallata, Festuca weberbaueri, Festuca scabriuscula, Festuca monticola, Berberis empetrifolia, Empetrum rubrum, Discaria nana, Baccharis magellanica, Mulinum spinosum, Viola tridentata, Viola cotyledon, Calceolaria biflora, Trisetum, Cruckshanksia glacialis, Hordeum pubiflorum, Valeriana fonkii, Chiliotrichum rosmarinifolium, Chiliotrichum diffusum, Abrotanella trichoachaenia, Abrotanella linearifolia, Abrotanella emarginata, Mulinum microphyllum, Leuceria papillosa, Nassauvia lagascae, Nassauvia pygmaea, Nassauvia dentata, Pernettya pumila, Colobanthus subulatus, Perezia pedicularifolia, Adesmia retusa, Senecio triodon, Senecio subdiscoideus, Senecio julietii, Danthonia violacea, Calamagrostis erythrostachya, Hypochoeris humilis, Azorella mesetae, Gnaphalium nivale, Senecio carbonensis, Abrotanella diemii, Menonvillea hirsuta, etc. 
Las orillas de los arroyos presentan prados o vegas, muy ricos en especies vegetales, destacando: Cardamine nivalis , Hypochoeris andina, Hypochoeris acaulis,Euphrasia chrysantha, Ourisia pygmaea, Ourisia coccinea, Ourisia alpina,Epilobium nivale, Epilobium magellanicum, Aster vahlii, Caltha dioneifolia, Caltha appendiculata, Lagenophora nudicaulis, Deschampsia atropurpurea, Marsippospermum philippii, Perezia variabilis, Poa obvallata, Festuca acanthophylla, Ranunculus patagonicus, Barneoudia chilensis, Calandrinia rupestris, etc.